# Did not start
Die Bezeichnung Did not start (DNS, engl. sinngemäß „nicht angetreten“) wird im Sport für angemeldete bzw. qualifizierte Teilnehmer verwendet, die jedoch nicht am Wettkampf teilnehmen konnten oder die freiwillig auf den Start verzichtet haben und für die kein Ersatz gefunden wurde. Diese Nichtstarter stehen dann ohne eine Laufzeit oder ohne Punkte in der Ergebnistabelle mit dem Vermerk „DNS“.
Ähnliche Hinweise in den Ergebnislisten sind:
- DNP: Did not play („nicht gespielt“ oder freier „nicht angetreten“)
- DND: Did not dress („nicht umgezogen“, im Basketball ein aktiver Spieler in der Ruhehandhabung (rest management))
- DNQ: Did not qualify („nicht qualifiziert“)
- DNF: Did not finish („nicht beendet“)
- DISQ, DSQ, DQ: Disqualified („disqualifiziert“, zum Beispiel nach Fehlstart)
- FNR: Final not reached („Finale nicht erreicht“, üblich zum Beispiel im Eiskunstlauf)
- LPD: Lapped auch als LAP, („überrundet“, wenn damit ein Ausscheiden aus dem Wettkampf verbunden ist)
- NPS: Not permitted to start – nicht zum Start zugelassen, z. B. wegen regelwidriger Ausrüstung (Skispringen)